# Сомасутра
Сомасутра — водосток в некоторых индуистских храмах, по которому вытекает священная жидкость, используемая для ритуалов и религиозных церемоний. Не применяется для отвода дождевой воды и повседневных нужд.
Как правило, обустраивается в храмах бога Шивы и представляет собой каменную трубу или канал, ведущий из храма и часто заканчивающийся в виде носика с головой макара. Наличие сомасутры может считаться указателем или индикатором, в том числе при археологических раскопках, что храм посвящён именно Шиве.
Сомасутра может иметь разную структуру: простейший сток, начинающийся небольшим отверстием около статуи и заканчивающийся почти на уровне земли на углу башни в комплексе Пхимай; красивая и хорошо сохранившаяся сомасутра с изящно вырезанным носиком в форме зверя с головой слона в Кампхенг Ной; естественный водоотвод в храме Та Муен Том; система из трёх стоков разной высоты в каменно-кирпичном фундаменте храма Линь Сон Нам и т. д.